# Кубок Кипра по футболу 1936/1937
Кубок Кипра по футболу 1936/37 года (греч. Κύπελλο Κύπρου ποδοσφαίρου ανδρών 1936/1937) — 3-й розыгрыш Кубка Кипра по футболу.

## 1/4 финала
| Дата | Хозяева            | Счёт | Гости        |
| ---- | ------------------ | ---- | ------------ |
|      | АЕЛ Лимасол        | 1:4  | Траст        |
|      | АПОЭЛ              | 6:2  | Анортосис    |
|      | Олимпиакос Никосия | 3:2  | Арис Лимасол |

## 1/2 финала
| Дата | Хозяева | Счёт | Гости              |
| ---- | ------- | ---- | ------------------ |
|      | АПОЭЛ   | 3:1  | Четинкая Тюрк      |
|      | Траст   | 4:1  | Олимпиакос Никосия |

## Финал
| Дата       | Хозяева | Счёт | Гости |
| ---------- | ------- | ---- | ----- |
| 28.02.1937 | АПОЭЛ   | 2:1  | Траст |

| Обладатель Кубка Кипра 1936/1937 |
| -------------------------------- |
| АПОЭЛ в 1-й раз                  |